# پوزی پاور
پوزی پاور (دانمارکی: Puzzy Power) یک شرکت فیلم‌سازی و از زیرمجموعه‌های شرکت زنتروپا متعلق به کارگردان نامدار دانمارکی لارس فون تریه است که هدفش تولید فیلم‌های پورنوگرافی هاردکور ویژهٔ بانوان است. این شرکت، تنها کمپانی فیلم‌سازی جریان اصلی است که به‌طور آشکار اقدام به تولید فیلم پورنو نمود. ایدهٔ اولیهٔ برپایی این شرکت متعلق به لینه بورلوم بود که مدیریت آنرا نیز بر عهده دارد.
از جمله فیلم‌های تولید شده توسط این شرکت، می‌توان به کنستانتس اشاره کرد.